# Cantabria Deporte–Río Miera
El Cantabria Deporte–Río Miera (Código UCI: CDR) es un equipo ciclista femenino de España de categoría UCI Women's Continental durante los años 2020 a 2023, segunda máxima categoría femenina del ciclismo en ruta a nivel mundial.

## Historia
Integrado dentro del Club Ciclista Meruelo, el equipo se crea en el año 2017 cuando nacieron los equipos Élite y sub-23, de esta manera, el Club Ciclista Meruelo se convertía en la única estructura ciclista femenina de toda España que abarca desde escuelas hasta elite.
A nivel deportivo, el equipo es a día de hoy una referencia en Cantabria, con numerosas victorias y campeonatos regionales tanto en carretera como en ciclocross. En 2018, cumplieron el hito de participar en pruebas del calendario francés.
Esta internacionalización se completa en el año 2020, cuando el Río Miera-Cantabria Deporte consigue la licencia UCI Women’s Continental Team, convirtiéndose en el primer equipo de España que ofrece una estructura ya integral desde las primeras edades hasta la competición al máximo nivel.

## Material ciclista
El equipo utiliza bicicletas Orbea, cascos y ropa Spiuk.

## Plantillas

### Plantilla 2025
| Integrantes del equipo 2025 | Integrantes del equipo 2025 | Integrantes del equipo 2025 | Integrantes del equipo 2025 |
| Corredor                    | Fecha de nacimiento         | Equipo previo               |                             |
| --------------------------- | --------------------------- | --------------------------- | --------------------------- |
| Eva Anguela Yágüez          | 11 de junio de 2002         | Zaaf Cycling Team (2023)    |                             |
| Elena Barcenilla            | 2 de mayo de 2002           |                             |                             |
| Zoe Bello                   | 19 de septiembre de 1996    |                             |                             |
| Marta Beti                  | 3 de abril de 2004          |                             |                             |
| María Cabañas               | 23 de agosto de 2006        |                             |                             |
| Marta Carvalho              | 23 de noviembre de 2005     |                             |                             |
| María de la Vega-Hazas      | 26 de febrero de 2000       |                             |                             |
| María Magdalena Deya        | 15 de enero de 2006         |                             |                             |
| Nicoll García               | 7 de junio de 2002          | Pato Bike BMC Team (2024)   |                             |
| Paula González              | 14 de diciembre de 2006     |                             |                             |
| Irene Lanuza Martín         | 24 de abril de 1993         |                             |                             |
| Andrea Lastra               | 6 de julio de 1995          |                             |                             |
| Natalia Ovejero             | 18 de enero de 2005         |                             |                             |
| Andrea Pérez                | 3 de noviembre de 2003      |                             |                             |
| Beatriz Roxo                | 30 de septiembre de 2003    |                             |                             |
| Valeria Torre Ronzhyna      | 4 de enero de 2005          |                             |                             |
| Ayala Serrano Manso         | 28 de septiembre de 2006    |                             |                             |
| Alba Valle Hoyo             | 7 de abril de 2005          |                             |                             |
| Ariadna Valle Hoyo          | 7 de abril de 2005          |                             |                             |
| Andrea Velasco              | 22 de enero de 2004         |                             |                             |
| Wanda Florencia Villanueva  | 24 de diciembre de 1993     |                             |                             |
|                             |                             |                             |                             |
| Fuente: ProCyclingStats     |                             |                             |                             |